# Tytus, Romek i A’Tomek księga IV
Tytus, Romek i A’Tomek księga IV – czwarty kolejny komiks z serii Tytus, Romek i A’Tomek o przygodach trzech przyjaciół Tytusa, Romka i A’Tomka.
Autorem scenariusza i rysunków jest Henryk Jerzy Chmielewski. Album ten ukazał się po raz pierwszy w roku 1969 nakładem Wydawnictwa Harcerskiego. Potocznie księga ta ma opis Tytus żołnierzem. Album oprócz kadrów komiksowych zawiera sześć tablic z uzbrojeniem wojska polskiego, a na końcu książeczki umieszczone są stopnie wojska lądowych i marynarki wraz z ich graficznym przedstawieniem. Na stronie 28 jest malunek chłopców pt. „Wyzwolenie Warszawy”, którym wygrali konkurs plastyczny.

## Fabuła komiksu
Tytus, Romek i A’Tomek bawią się w wojnę. Ćwiczą musztrę, pokonują tory przeszkód, udzielają pierwszej pomocy rannemu, forsują rzekę, czołgają się przez tunel. Na drugi dzień atakują bazę nieprzyjaciela i wykradają „tajne plany”, które okazują się planami zagospodarowania zieleni. A’Tomek wraz z resztą buduje rakietowóz, pojazd bojowy. Projektantem tego obiektu był A’Tomek, który wykonał go z drewna z pomocą Romka i Tytusa. Zbudowanie go zajęło chłopcom kilka dni. Mieścił dwie osoby, napędzany był siłą ludzkich mięśni, posiadał peryskop do obserwacji pola walki. W rakietowozie każdy z chłopców miał swoje obowiązki: A’Tom kierował ogniem walki przez peryskop, Romek zastępował motor, a Tytus bombardował woreczkami z piaskiem. Pomalowany był w wojskowe barwy ochronne. Za pomocą rakietowozu prowadzą wojny podwórkowe z wojskiem Lulasia. Chłopcy pod wpływem kolegów postanawiają zdobyć Odznakę Sprawności Bojowej. Następnie w nagrodę za konkurs plastyczny są zaproszeni na rzeczywiste ćwiczenia wojskowe. Zakładają prawdziwe żołnierskie mundury, śpią w wojskowych namiotach, uczestniczą w porannej zaprawie i w ćwiczeniach bojowych. Po zajęciach wojskowych pomagają rolnikowi w żniwach.

## Zawartość tablic albumu A’Tomka
1. Czołgi – lekki czołg pływający PT 76, czołg średni T 34/85, czołg średni T 54
2. Transportery opancerzone – kołowy, pływający transporter opancerzony BRDM, kołowy, pływający transporter opancerzony SKOT, gąsienicowy, pływający transporter opancerzony TOPAS
3. Artyleria – armata przeciwpancerna 85 mm, współczesna „Katiusza” – artyleryjska wyrzutnia rakietowa, rakieta taktyczna na wyrzutni z podwoziem gąsienicowym
4. Artyleria przeciwlotnicza – rakieta przeciwlotnicza, armata przeciwlotnicza 57 mm w położeniu bojowym, samobieżne działo przeciwlotnicze ZSU 23-4 z czterema sprzężonymi działkami 23 mm kierowanymi radarami
5. Niewypały – granat moździerzowy, pocisk artyleryjski, granaty ręczne, granaty partyzanckie. „Karbidówka”, „Filipinka”, „Sidolówka”, nabój do haubicy, bomba lotnicza, miny przeciwczołgowe, amunicja karabinowa i pistoletowa
6. Lotnictwo – śmigłowiec SM-2, szkolny samolot odrzutowy Iskra, odrzutowy samolot myśliwski MIG-21

## Kulisy powstania komiksu
Autor albumu wspominał w wywiadach, iż temat czwartej książeczki został mu narzucony „z góry”; musiał narysować swoich bohaterów w wojsku. A także nie mógł narysować Tytusa stojącego na warcie; tłumaczeniem było, iż cyt. „Tytus jako małpa nie może stać na warcie, bo żołnierz musi złożyć przysięgę”. Również uwagę cenzorów zwróciły czołgi rysowane przez Chmielewskiego, bo na rysunku karykaturalnym mogą być koślawe, więc obok musiały być zamieszczone grafiki (innego autora) z realistycznymi rysunkami sprzętu wojskowego i stąd wzięły się tablice A’Tomka w tej książeczce.

## Analiza
Krzysztof Grzegorzewski, analizując serię o Tytusie w kontekście analizy wpływu cenzury i propagandy na twórczość Chmielowskiego, opisał tom jako "niemal jawną propagandę Ludowego Wojska Polskiego", zawierający także propagandowe i historycznie błędne informacje o "wyzwoleniu" Warszawy przez LWP.

## Wydania
- wydanie I 1969 – Wydawnictwo Harcerskie, nakład: 100 000 egzemplarzy
- wydanie II 1973 – Wydawnictwo Harcerskie Horyzonty, nakład: 50 000 egzemplarzy
- wydanie III 1976 – Wydawnictwo Harcerskie Horyzonty, nakład: 50 000 egzemplarzy
- wydanie IV 2001 – Prószyński i S-ka, nakład: 25 000 egzemplarzy, pierwsze w pełni kolorowe
- wydanie V (wydanie zbiorowe jako Złota księga przygód V) 2004 – Prószyński i S-ka, nakład: 20 000 egzemplarzy
- wydanie VI 2009 – Prószyński Media
- wydanie VII 2014 – Prószyński Media